# École nationale des sciences appliquées de Safi
L'École Nationale des Sciences Appliquées de Safi (ENSA), est une école d'ingénieurs publique située à Safi, elle fait partie du réseau des Écoles nationales des sciences appliquées réparties sur l’ensemble du territoire national au niveau des grandes villes universitaires du pays.
L'ENSA Safi est un établissement universitaire relevant de l’université Cadi Ayyad et sous la tutelle du ministère de l’Enseignement supérieur et de la recherche scientifique. L'ENSAS est spécialisée dans tout ce qui concerne l’enseignement supérieur, la recherche scientifique et technique et la formation d’ingénieurs et des cadres ainsi que la formation continue.

## Formation
La formation à l’ENSA est dispensée sous forme d’enseignements théoriques  et d’activités pratiques organisés en modules, elle offre aux élèves ingénieurs :
Une formation homogène avec un premier cycle intégré ouvrant l’accès aux différentes options du cycle ingénieur.
Une pédagogie favorisant le développement personnel des élèves ingénieurs.
Une ouverture sur l’entreprise industrielle marocaine par l’organisation des stages, visites et séminaires animés par des intervenants industriels.
Une pédagogie par projets, préparée et présentée par les élèves ingénieurs, soit individuellement, soit collectivement et très souvent en relation avec le milieu industriel.
L’évaluation des connaissances suit un système de contrôle continu :
Un ou deux contrôles sont prévus de façon hebdomadaire ou bien une semaine bloquée après sept semaines.
Une année d’une filière  de l’ENSA-Safi est validée et donne droit à l’inscription en année suivante si les trois conditions suivantes sont satisfaites : 
- La moyenne générale d'année est supérieure ou égale à  10 pour la filière STI (et 12 pour les autres filières)
- Aucune note de module n'est inférieure à 7/10 pour la filière STI (et 8/10 pour les autres filières)
- Le seuil de validation d’année est égal à celui de validation du module

Un examen de rattrapage permettra de valider ou non les modules non validés à la première étape. Pour plus de détails, voir le régalement intérieur de l'ENSA ou bien le descriptif de chaque filière.

## Mission
L'ENSA Safi vise les objectifs suivants :
- La formation d’ingénieurs d’État sur les plans théorique et pratique en parfaite adéquation avec les besoins du développement industriel, économique et social aussi bien au niveau régional que national.
- La mise en place d’une coopération et d’un partenariat avec les opérateurs industriels, économiques et sociaux au niveau de la région et à l’échelle internationale.
- La dynamisation de la recherche scientifique et technique.

La formation offerte se caractérise par l’application d'un système pédagogique moderne et développé, basé sur des modules d’enseignement organisés durant des sessions semestrielles. Elle adopte également l’ouverture sur le milieu industriel et économique à travers les stages et le parrainage ainsi que l'intégration de l’enseignement des langues étrangères, les techniques d’expression et de communication.

## Cursus
L’ENSA Safi propose une formation homogène  de l’admission à l’obtention du diplôme. Le cursus de formation s’étale sur cinq années :
Cycle Préparatoire (2 ans) : Le but de ce cycle est de permettre à l’étudiant d’acquérir un enseignement scientifique de base (mathématiques, physique, chimie, informatique) et une formation humaine (langues et TEC).
Cycle Ingénieur (3 ans) : Ce cycle se compose de trois années de spécialisation dans différents domaines.
Les objectifs du cycle préparatoire de l’École nationale des sciences appliquées de Safi sont :
- assurer des bases scientifiques solides ;
- introduire les sciences pour l’ingénieur ;
- développer les techniques de communication, en français et en anglais, à l’écrit et à l’oral.

À cela s'ajoute l'élaboration de visites et stages dans les entreprises. Le caractère généraliste de la formation du cycle préparatoire est indispensable pour donner, à tout ingénieur, les connaissances et les compétences qui lui permettent, quelle que soit sa spécialité, de se réorienter en cours de carrière. Le rôle de ce cycle est aussi d'aider l'élève à acquérir les méthodes et les techniques de travail qui lui seront indispensables pour la suite de ses études et dans sa carrière professionnelle
Débouchés et retombées de la formation en cycle préparatoire
Le parcours cycle préparatoire de l’École nationale des sciences appliquées de Safi ouvre directement sur une poursuite d’études en cycle ingénieur dans le même établissement. Ainsi ce cycle est conçu pour anticiper et faciliter l’intégration en première année du cycle ingénieur, ce parcours s’inscrit par essence dans une perspective de préparation du diplôme en cinq années.

## Filières
- Sciences et techniques pour l'ingénieur (Cycle Préparatoire)
- Génie informatique et intelligence artificielle
- Génie industriel
- Génie aéronautique et technologies de l'espace
- Génie des procédés et matériaux avancées
- Réseaux et télécommunications

## Entrepreneuriat
L'ENSA Safi comme tous les écoles d'ingénieur a intégré la dynamique entrepreneuriale, elle sensibilise les futures ingénieurs sur les possibilités offertes par l'entrepreneariat, et qu'ils peuvent aussi acteur dans la génération de la valeur ajoutée.
A travers des divers partenariats, l'ENSA Safi a pu développer un cadre institutionnel assez avancé dans l'encouragement de l'esprit entrepreneurial. Ainsi l'Incubateur universitaire a pu voir le jour en 2021 en partenariat avec l'OCP (Act4Community).

## Forum ENSAS-Entreprises
Le forum ENSAS-Entreprises est l'un des événements les plus marquants de l'école, c'est l'endroit où les entreprises, laboratoires de recherche, banques et élèves ingénieurs établissent des relations privilégiées avec les futurs diplômés.
Il est organisé sous des thèmes d'actualité qui en font un espace propice pour des échanges de réflexions, de conférences et de débats.
Thèmes
- 2008 : "Le nouveau profil d'ingénieur : adaptation, émergence, développement."
- 2009 : "L'ingénieur : Un regard constant vers le futur, une aptitude rationnelle au service de l'entreprise."
- 2010 : "Ingénieurs et entreprises : partage du savoir et promotion de l'excellence"
- 2011 :  "L’ingénieur et les plans de développement sectoriels au Maroc."
- 2012 :  "L’ingénieur au service de l'entreprise : Le défi de la qualité et la quête de l'excellence."
- 2013 :  "Ingénieur et entreprise : Engagement commun en faveur de l'environnement pour un développement durable."
- 2014 : "L’ingénieur marocain : Innovateur, creatif et entrepreneur."

## Activités Parascolaires
L'école Nationale des Sciences Appliquées de Safi s'illustre aussi par les activités parascolaires organisées par :
- Le Club Enactus Ensa Safi  (Journée d'information, 1re édition de la journée de l'entrepreneuriat social...)
- Le BDE (gère toutes les activités de l’école)
- Le Club Culturel Ensas (Dictée Ensas, Let's Talk...)
- Le Club Social et Environnemental (Ensas Spring, Don du sang...)
- Le Club Photographie (Journée Photographie...)
- Le Club de Développement Personnel (Conférence sur la Gestion du Stress...)
- V.I.D.A.S (Tournoi de PES11, Soirée Caritative, Ftour à la maison de retraite...)
- Et pour l'année universitaire 2012-2013  Rotaract Ensa Safi viendra compléter cette grande famille.
- Le Club ENSAS's Events  est un club dont l'objectif est purement pragmatique. Il permet d'organiser des conférences, des séminaires, des colloques, et même des ateliers de communication.
- Le Club de débats et reflexion ENSAS Debaters qui a organisé la 5e édition de The Great Debaters Morocco - Région Sud mais aussi plusieurs activités (Projections-Débats, Séances de discussion).